# Quai d’Orléans
Der Quai d’Orléans ist eine Straße am Seineufer auf der Île Saint-Louis im 1. Arrondissement von Paris.

## Lage
Der Quai d’Orléans führt als Einbahnstraße von der Pont Saint-Louis zum Pont de la Tournelle.
An der Straße stehen alte Herrenhäuser aus dem 17. Jahrhundert, von denen die meisten auf der Liste der historischen Denkmäler stehen. Der Quai d’Orléans ist ein privilegierter Wohnort, in dem heute mehrere Persönlichkeiten aus Film und Fernsehen wohnen.

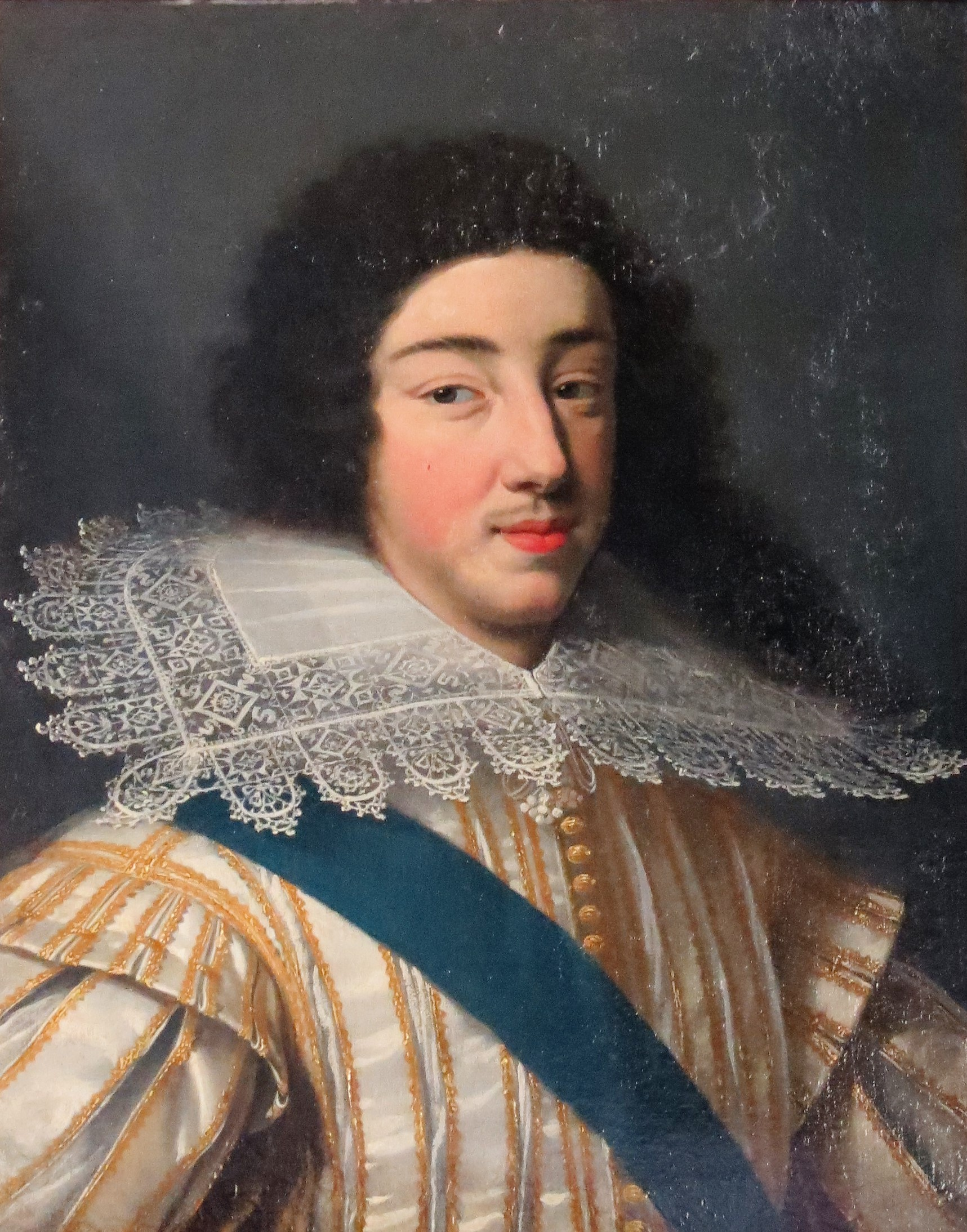
Gaston d’Orléans

## Namensursprung
Der Kai ist nach dem Grafen Gaston d’Orléans, einem Bruder von Ludwig XIII., benannt.

## Geschichte
Die Uferstraße wurde in den Jahren 1614 bis 1646 angelegt. Sie erhielt in der Zeit der Französischen Revolution den Namen „Quai de l’Égalité“.

## Sehenswürdigkeiten
- Nr. 6: Hier befindet sich seit 1854 die Polnische Bibliothek von Paris, die von der Polnischen Gesellschaft für Geschichte und Literatur verwaltet wird. Sie beherbergt das Adam-Mickiewicz-Museum. Der polnische Schriftsteller und Dichter Adam Mickiewicz war dort Bibliothekar.
- Nr. 12: An der Ecke zur Rue Budé (hier befindet sich auch die Plakette) steht das Geburtshaus des Dichters und Dramaturgen Félix Arvers.
- Nr. 16: Hier wohnten 1949 Roger Vadim und Brigitte Bardot.[3]
- Nr. 18/20: An der Stelle von Nr. 18 wurden Mitte des 17. Jahrhunderts zwei identische Häuser errichtet, die später von Étienne-François Turgot[4], Marquis de Soumont, Gouverneur von Cayenne und Guyanne, zu einem vereint wurden. Das Haus wurde 1791 auf 72.750 Francs geschätzt. Das Haus Nr. 20 bestand nur aus dem Erdgeschoss und drei Stockwerken mit zwei Fenster pro Stockwerk. Es wurde im 16. Jahrhundert errichtet und hatte mehrere Besitzer. Das Ensemble wurde unter dem Namen Hôtel Rolland bekannt. Als der Kunstsammler Tudor Wilkinson (1879–1969) 1920 das Anwesen kaufte, stockte er es gegen den Willen der Verwaltung um drei Stockwerke auf.
- Nr. 28, 30 und 32: Im Jahr 1663 ließ Marcelin Arnaud (außerordentlicher Schatzmeister der  Kriege im Artois, in der Picardie und in Flandern) an dieser Stelle vom Architekten Libéral Bruant drei Häuser errichten. Zwei dieser Häuser stehen am Rande des Kais, das dritte, das Hôtel Arnaud, liegt etwas zurückversetzt.[5] Es gab also ursprünglich auch drei Eingänge. Als die Häuser zusammengelegt wurden, hat man zwei Eingänge zu Wohnungen umgestaltet, so dass es heute nur noch einen Eingang für alle drei Häuser gibt. An der Fassade des Gebäudes in der Mitte erkennt man noch den Eingang zum Herrenhaus Arnaud. Das Ensemble steht unter Denkmalschutz.[6]

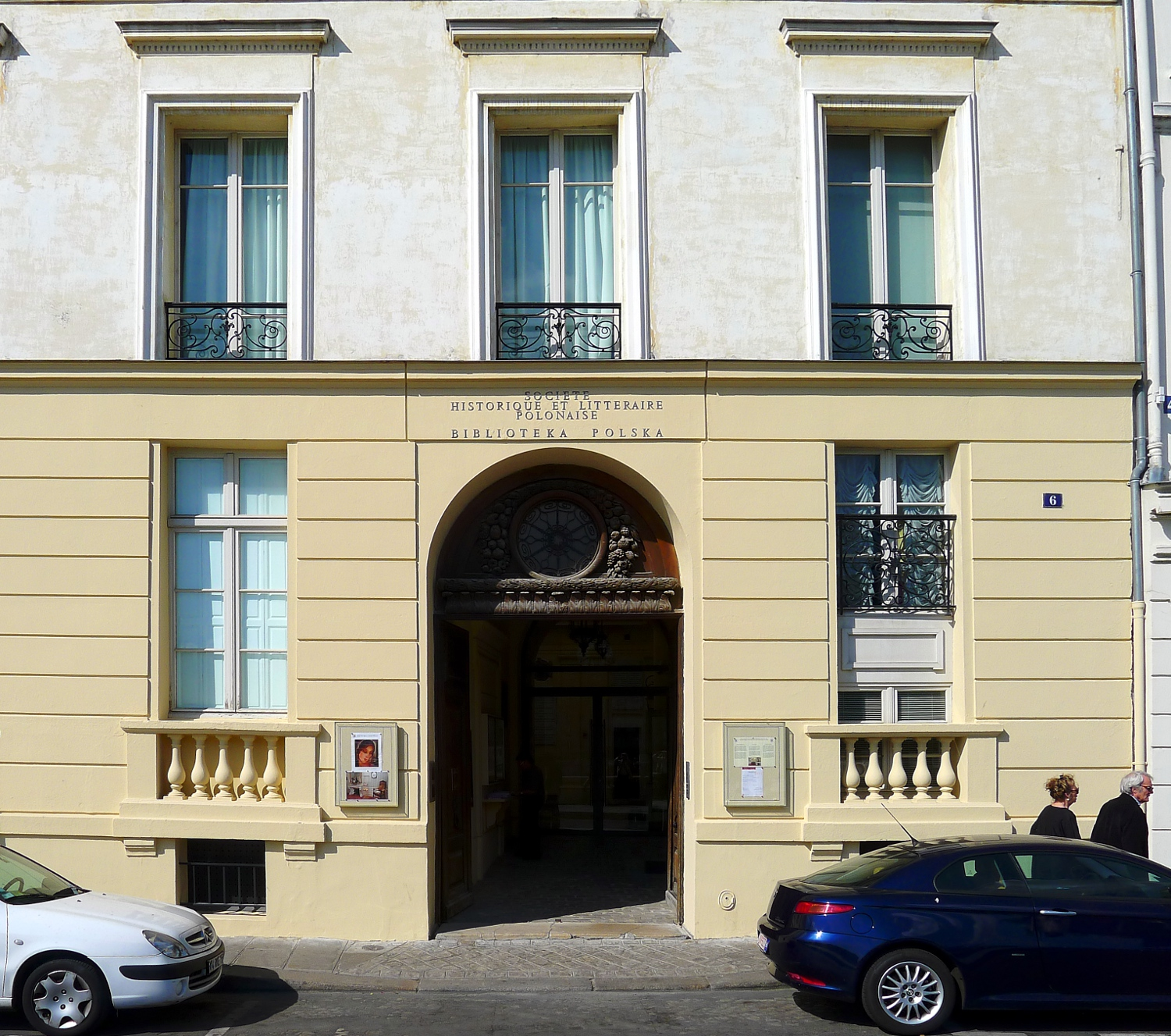
Nr. 6: Bibliothèque polonaise de Paris
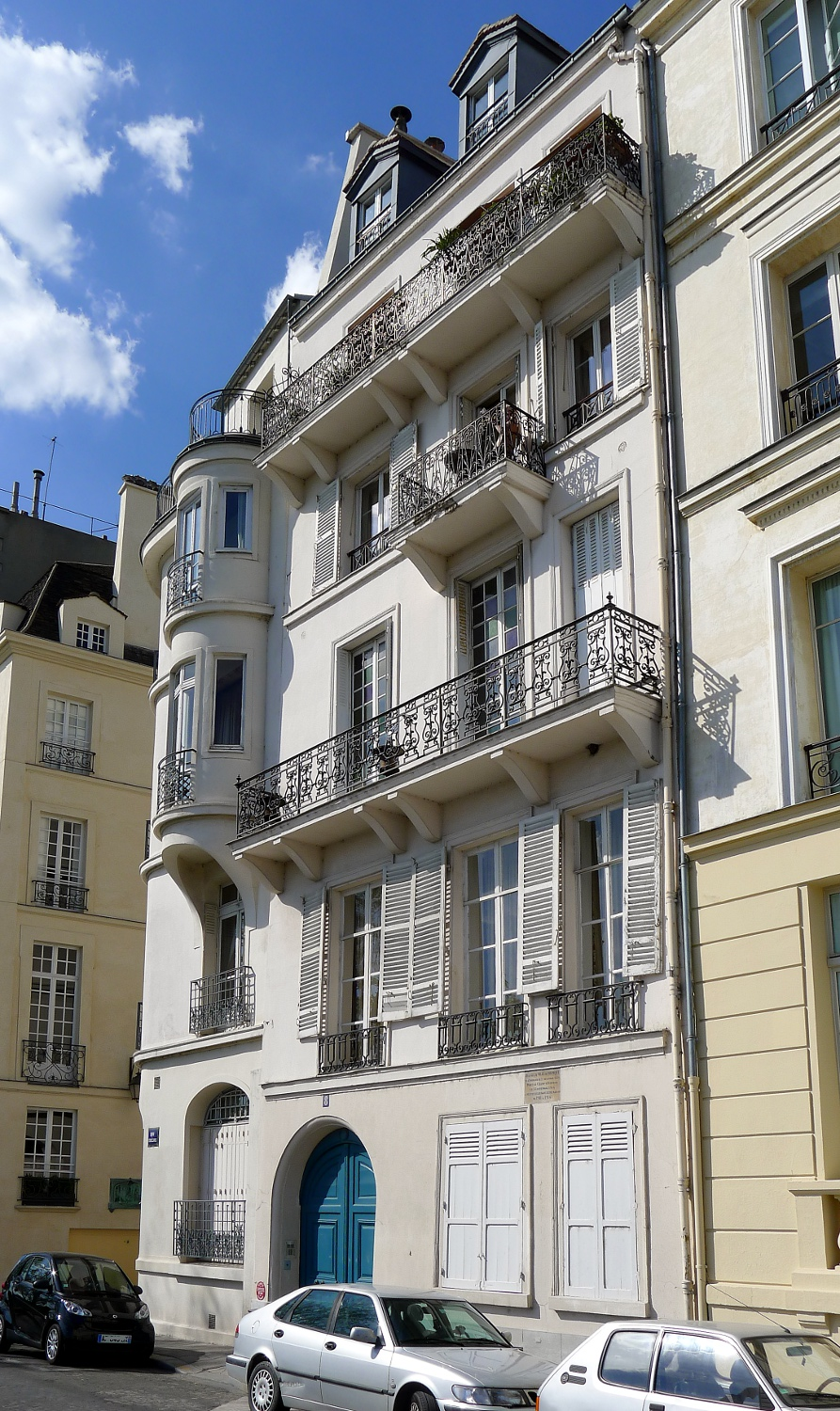
Nr. 8
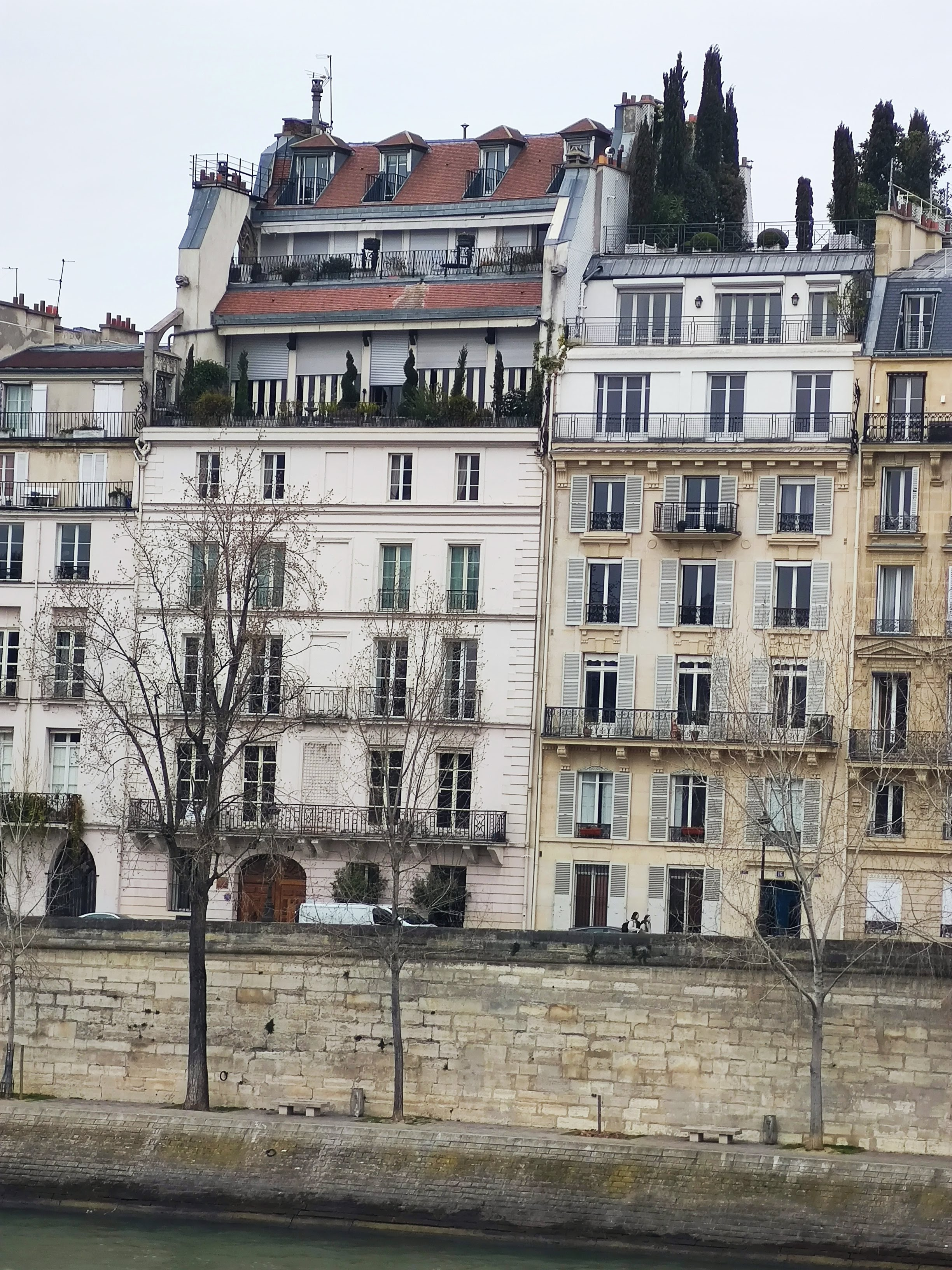
Nr. 16, 18/20
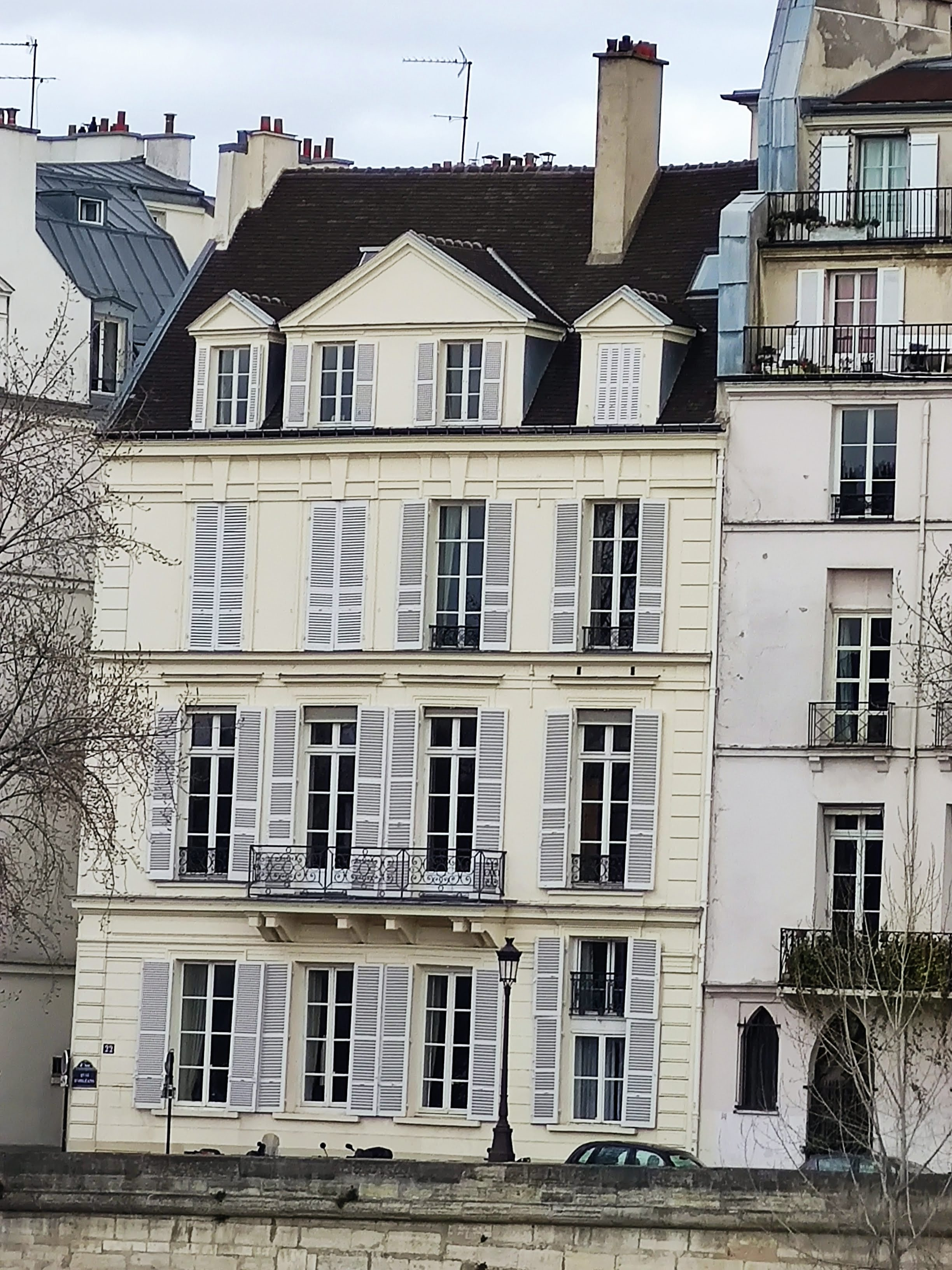
Nr. 22: gesehen vom Quai de la Tournelle
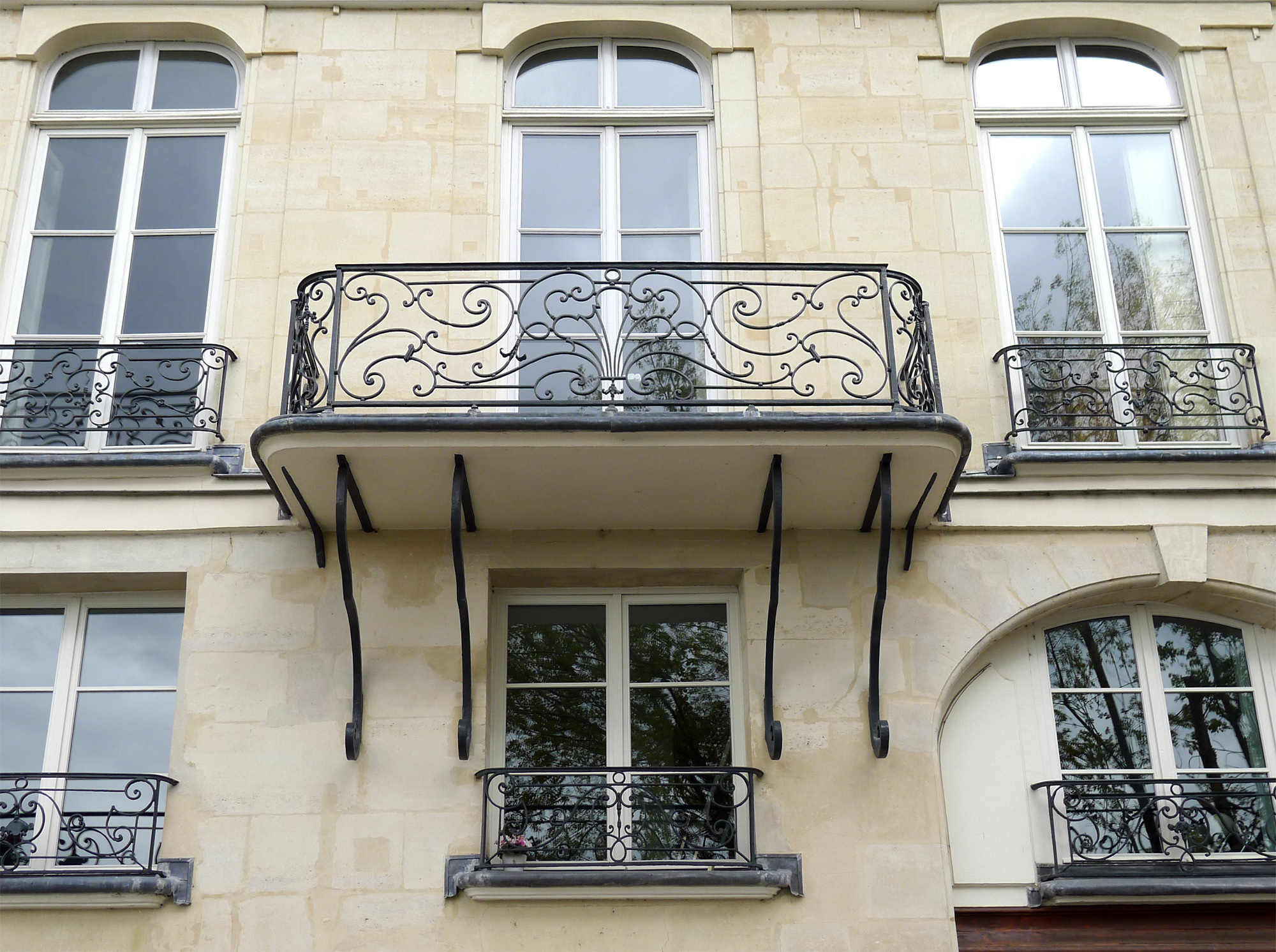
Ausschnitt vom Hôtel Arnaud

## Vorlagen für
- den Roman Un amour de Swann von Marcel Proust: Die Hauptfigur Charles Swann lebte am Quai d’Orléans, den er nach seiner Heirat mit Odette in Richtung Rue des Acacias verlassen wird.[7]
- den Film L’Air de Paris (Marcel Carné, 1954). Hier soll die Nr. 17 die Geliebte des jungen Boxers beherbergen, der von der von Jean Gabin gespielten Figur trainiert wird. Es muss sich hierbei jedoch um eine „Fiktion“ handeln, denn ungerade Hausnummern gibt es in der Straße nicht.